# Каналес-де-ла-Сьєрра
Каналес-де-ла-Сьєрра (ісп. Canales de la Sierra) — муніципалітет в Іспанії, у складі автономної спільноти Ла-Ріоха. Населення — 80 осіб (2009).
Муніципалітет розташований на відстані близько 200 км на північ від Мадрида, 60 км на південний захід від Логроньйо.

## Демографія
Динаміка населення (INE ):

## Галерея зображень

Розташування муніципалітету